# Lenda de um Baleeiro da Ilha do Pico
A Lenda de um Baleeiro da Ilha do Pico é uma tradição da ilha do Pico, nos Açores. A lenda alude à coragem do baleeiro e aos perigos que se corria para ganhar o pão nosso de cada dia.

## Lenda
A história passou-se há muito tempo, numa manhã ensolarada na localidade de São João do Pico, logo depois do raiar da aurora. O sol levantava-se para os lados das Lajes do Pico e a cor verde dos vinhedos e dos milheirais destacava-se por entre o negro das pedras queimadas dos vulcões.
Os homens dirigiam-se para as suas terras para a jorna do dia, para sachar o milho, bater tremoço, apanhar batatas ou cuidar das uvas. Nas suas cozinhas, as mulheres preparavam o almoço que naqueles tempos era quase sempre composto por sopas de bolo, papas de milho ou batata com peixe.
Subitamente soou alarme de baleia à vista. Algures numa das vigias de baleia estrategicamente colocadas ao longo da costa foram disparados foguetes. Os homens largaram o que faziam. Os sachos caíram para o chão, os alviões ficaram enfiados na terra nos locais onde estavam. As burras de milho foram abandonadas com as canas por amarrar. Os animais foram presos a um galho de árvore próximo e os homens correram para os cais. As mulheres em casa prepararam uma merenda apressada e também elas correram para o cais a levar ao comida aos maridos numa saca de retalhos de pano antes de eles partirem para o mar.
Os primeiros a chegar arriaram os botes baleeiros, pondo-os na água, e partiram assim que tinham a tripulação completa. No cais, as mulheres ficaram a chorar sem saber se na luta entre o homem e o grande animal alguém morreria, como frequentemente acontecia.
Depois de algumas milhas de navegação à vela com o vento a favor, avistaram a baleia ali próxima. Era uma grande baleia adulta, um espermacete com mais de cem barris de óleo segundo os cálculos, o que seria uma fortuna. Logo se gerou com grande rebuliço nos botes, uma baleia daquele porte não se via todos os dias. Representava não só a comida ganha para muitos dias, mas também um prazer para os homens que estavam habituados ao mar e à batalha desta pesca.
As velas foram arreadas e os homens começaram a remar para se aproximarem da baleia, que resfolgava, soltava esguichos de respingos no ar, mergulhava para voltar a aparecer metros mais á frente. No bote que primeiro se conseguiu pôr em posição, o arpoador curvara-se para a frente, fixara o olhar na baleia e acertara o arpão.
Ferida, a baleia acelerou o seu nadar, afastando-se do bote e levando no dorso o arpão amarrado a uma corda forte, que se ia desenrolando de uma selha no fundo do bote. A corda não teve comprimento suficiente e foi amarrada a uma segunda corda, numa segunda selha, até que não havia mais cordas. O trancador pegou na parte da corda que ainda estava na celha e antes que ela acabasse, amarrou-a à sua cintura. Assim, foi arrancado do bote e levado pelo mar, puxado pela baleia que nadava para o desconhecido, sem que alguém tivesse tempo de intervir.
Podendo contar apenas com velas e remos para navegar, os botes não tinham velocidade para perseguir o animal, mas deram inicio a uma busca provavelmente fútil. Ao chegar da noite tiveram que rumar para terra, abandonando o trancador. A família deste vestiu-se de luto e as mulheres choraram e carpiram de dor durante toda noite.
Quando a manhã do dia seguinte nasceu, saíram novamente botes para o mar numa procura por muitos considerada vã, mas que era necessário, mais que não fosse se não por descargo de consciência. Era uma tentativa de encontrar o corpo do trancador para lhe ser dado um enterro digno.
Depois de muitas milhas de afastamento da costa, avistaram na linha do horizonte, que no mar é sempre baixo, uma mancha negra, e estranhando o fenómeno rumaram para lá. Ao chegarem encontraram uma grande baleia já morta a flutuar e em cima dela, de pé, o trancador, encostado ao cabo do arpão.
Perfeitamente bem, disse: "Agora é que vocês chegam? Tenho estado aqui toda a noite à espera!". Fumava um grosso cigarro, embrulhado em casca de milho, como se estivesse sentado a uma mesa. Reza a lenda que ele nunca disse o que se passou nem onde foi buscar o cigarro de folha de milho nem o lume com que o acendeu.